# Titanophoneus
Titanophoneus ("Riesiger Mörder") ist eine ausgestorbene Gattung früher fleischfressender Therapsiden (eine Gruppe von "frühen Säugerverwandten") aus dem Mittelperm (Capitanium) Russlands. Die wissenschaftliche Erstbeschreibung der Typusart Titanophoneus potens stammt von Iwan Antonowitsch Jefremow aus dem Jahr 1938.
Mit bis zu 5 Metern Körperlänge und einem Gewicht von bis zu 600 Kilogramm gehörte Titanophoneus zusammen mit Doliosauriscus und Anteosaurus zu den größten bekannten Vertretern der Anteosauriden und war der Spitzenprädator seines Ökosystems. Titanophoneus wies noch viele primitive Merkmale wie den langen Schwanz und kurze Gliedmaßen auf.

## Fossilbericht und Körperbau
Fossilien der lange Zeit einzigen gültigen Art Titanophoneus potens wurden in der Nähe des Dorfes Ischejewo in der russischen Republik Tatarstan gefunden. Die Überreste der zweiten Art Titanophoneus adamanteus, welche ursprünglich in die Gattung Doliosauriscus gestellt wurde, stammen aus dem Gebiet des Kleinen Uran in der Oblast Orenburg.

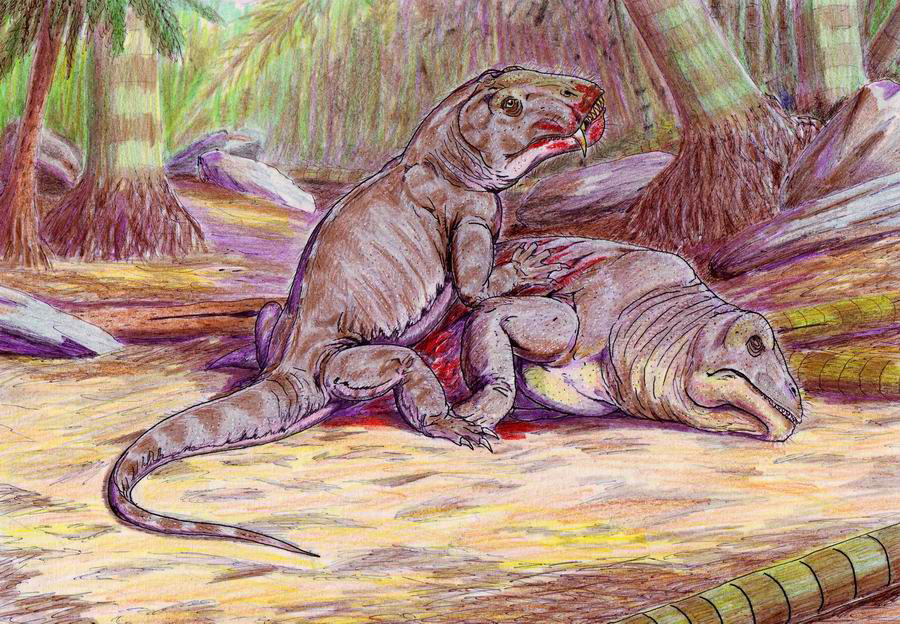
Ein Titanophoneus reißt einen Ulemosaurus (künstlerische Darstellung)

Dank eines sehr gut erhaltenen Schädels und eines fast vollständigen, im anatomischen Verband erhaltenen Skeletts eines Jungtiers ist Titanophoneus potens der am besten bekannte Anteosaurier. Der Schädel des Jungtiers maß 26 Zentimeter in der Länge, die Schädellänge eines ausgewachsenen Tieres wird daher auf ca. 80 Zentimeter geschätzt und die maximale Körperlänge auf 3 bis 5 Meter, was der Größe eines großen Anteosaurus entspricht.
Die lange Schnauze war mit zwölf großen Schneidezähnen sowie zwei säbelzahnartigen Fangzähnen bewehrt. Die Zähne im hinteren Teil der Schnauze waren sehr viel kleiner. Die Schläfenöffnungen waren größer als bei Estemmenosuchus, jedoch kleiner und weniger entwickelt als bei Inostrancevia. Auch die kurzen vom Körper abgespreizten Gliedmaßen, der lange Schwanz, die lange Schnauze und der Bau des Beckens erinnern an die primitiven Merkmale der sphenacodontiden Pelycosaurier. Die Oberschenkelknochen sind jedoch schlanker als bei den Pelycosauriern.
Der Schädel von Titanophoneus war hoch und schmal. Die Öffnung für das Parietalorgan lag auf einem Knochenauswuchs, der von den Parietalia gebildet wurde. Das Stirnbein und die obere Kante der Augenhöhlen waren ebenfalls mit rauen Auswüchsen verdickt.